# Vilobia
Vilobia es un género monotípico de plantas fanerógamas perteneciente a la familia de las asteráceas. Su única especie: Vilobia praetermissa, es originaria de Bolivia, donde se encuentra en Chuquisaca a una altitud de 3000 metros.

## Taxonomía
Vilobia praetermissa fue descrita por Strother y publicado en Brittonia 20(4): 343–345, f. 1. 1968.